# Belső régió (Omán)

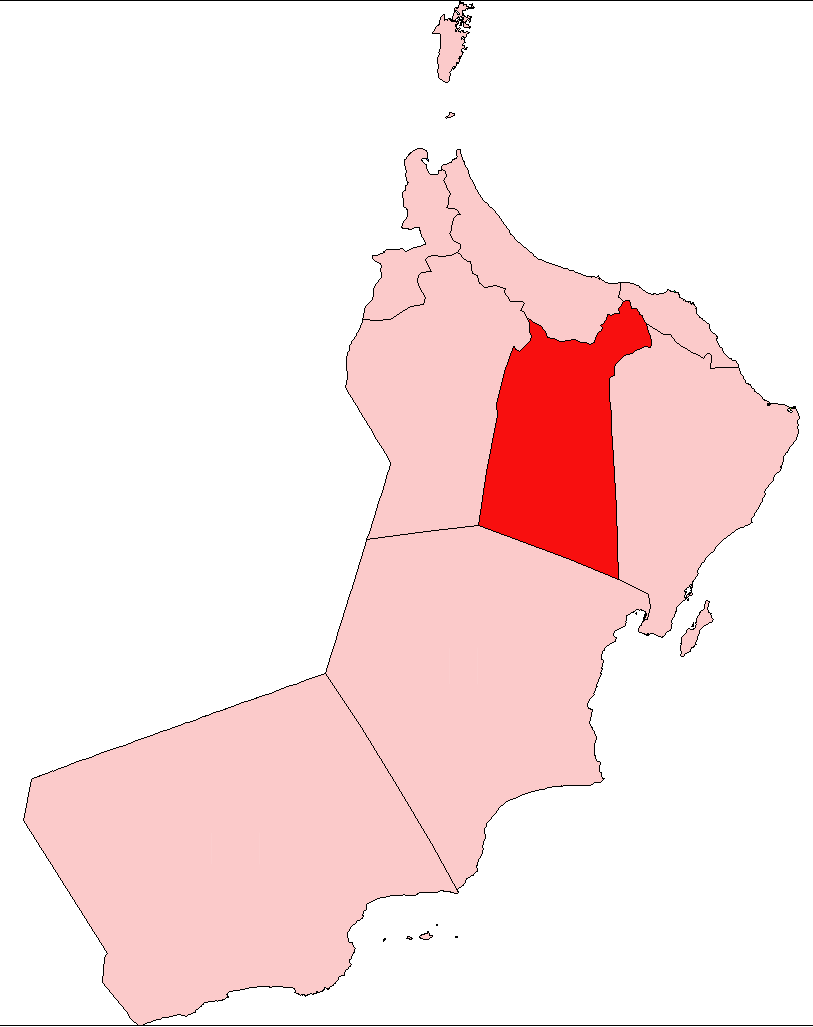
A Belső régió elhelyezkedése Ománon belül

A Belső régió (arabul al-Mintaka ad-Dáhilijja, arab betűkkel المنطقة الداخلية [al-Minṭaqa ad-Dāḫiliyya]) az Omán kilenc tartománya közé tartozó öt régió egyike az ország északi részén. Északról Bátina régió, északkeleten Maszkat kormányzóság, keleten a Keleti régió, délen a Középső régió, nyugaton pedig Záhira régió határolja. Székhelye Nizva városa. Területe 31 900 km², lakossága a 2010-es népszámlálás adatai szerint 326 651 fő, az összlakosság 11,8%-a.

## Közigazgatási beosztása
A Belső régió nyolc körzetre (vilája) oszlik. Ezek: Adam, Bahla, Bidbid, Hamrá, Izki, Manah, Nizva, Szumáil.

## Fordítás
Ez a szócikk részben vagy egészben  a   Liste der Regionen und Distrikte in Oman című német Wikipédia-szócikk ezen változatának fordításán alapul.  Az eredeti cikk szerkesztőit annak laptörténete sorolja fel. Ez a jelzés csupán a megfogalmazás eredetét és a szerzői jogokat jelzi, nem szolgál a cikkben szereplő információk forrásmegjelöléseként.